# Sylvan Shores
Sylvan Shores é uma Região censo-designada localizada no estado americano de Flórida, no Condado de Highlands.

## Demografia
Segundo o censo americano de 2000, a sua população era de 2424 habitantes.

## Geografia
De acordo com o United States Census Bureau tem uma área de
7,3 km², dos quais 5,8 km² cobertos por terra e 1,5 km² cobertos por água.

## Localidades na vizinhança
O diagrama seguinte representa as localidades num raio de 48 km ao redor de Sylvan Shores.